# Provincia di Riad
La provincia di Riad (o Riyad) è una provincia dell'Arabia Saudita, collocata nel centro del Paese.

## Geografia
Ha una superficie di 412000 km² e una popolazione di 4 485 000 abitanti (1999). Il suo capoluogo è Riad, che è anche la capitale nazionale.
Altre città sono Ushaiger, Thadiq, al-Majma'a, Diriya, Layla, al-Sulayyil e Afif.

## Storia moderna della provincia di Riadh e l'Arabia Saudita
| Evento                                                                         | Dal  | Al   | Durata  |
| ------------------------------------------------------------------------------ | ---- | ---- | ------- |
| Primo Stato Saudita                                                            | 1744 | 1818 | 74 anni |
| Invasione Khedewian                                                            | 1818 | 1824 | 6 anni  |
| Secondo Stato Saudita "primo periodo"                                          | 1824 | 1838 | 14 anni |
| Seconda Invasione Khedewian                                                    | 1838 | 1843 | 5 anni  |
| Secondo Stato Saudita "secondo periodo"                                        | 1843 | 1865 | 22 anni |
| Guerra civile                                                                  | 1865 | 1887 | 22 anni |
| Terzo Stato saudita (le conquiste di Abdul Aziz Al-Saud cominciarono da Riad") | 1902 | 1932 | 30 anni |
| "Regno dell'Arabia Saudita" (Fine delle conquiste)                             | 1932 | Oggi | ...     |

## Suddivisioni
Oltre al Comune di Riad, la regione è suddivisa in 19 governatorati (muhafazat) e 1 sub-governatorato (markaz):
- Layla (town)
- 'Afif
- al-Duwadmi
- al-Ghat
- al-Gway'iyyah
- al-Hareeg
- Al-Kharj
- Al Majma'ah
- Al-Muzahmiyyah
- al-Sulayyil
- Dhruma
- Dir'iyyah
- Hotat Bani Tamim
- Huraymila
- Rimah
- Shagra
- Thadig
- Wadi ad-Dawasir
- Zulfy City
- Il sub-governatorato (markaz) di Marat, è legato direttamente al Comune di Riad.
- Yabrin

## Politica

### Elenco dei governatori
- Muhammad bin Saad bin Zaid (1929 - 1936)
- Nasser bin Abd al-Aziz Al Sa'ud (1938 - 28 maggio 1951)
- Sultan bin 'Abd al-'Aziz Al Sa'ud (29 maggio 1947 - 19 dicembre 1952)
  - Nāyef bin ʿAbd al-ʿAzīz Āl Saʿūd (3 marzo 1952 - 19 dicembre 1952) (in nome di Sultan)
- Nāyef bin ʿAbd al-ʿAzīz Āl Saʿūd (20 dicembre 1952 - 18 aprile 1955)
  - Salman bin Abd al-'Aziz Al Sa'ud (16 marzo 1954 - 18 aprile 1955) (in nome di Nayef)
- Salman bin Abd al-'Aziz Al Sa'ud (18 aprile 1955 - 22 settembre 1960)
- Fawwaz bin Abd al-Aziz Al Saud (11 settembre 1961 - 20 gennaio 1963)
- Badr bin Sa'ud Al Sa'ud (20 gennaio 1963 - 5 febbraio 1963)
- Salman bin Abd al-'Aziz Al Sa'ud (5 febbraio 1963 - 5 novembre 2011)
- Sattam bin 'Abd al-'Aziz Al Sa'ud (5 novembre 2011 - 12 febbraio 2013)
- Khalid bin Bandar Al Sa'ud (14 febbraio 2013 - 14 maggio 2014)
- Turki bin Abd Allah Al Sa'ud (14 maggio 2014 - 29 gennaio 2015)
- Fayṣal bin Bandar Āl Saʿūd, dal 29 gennaio 2015[1]

### Elenco dei vice governatori
- Sultan bin 'Abd al-'Aziz Al Sa'ud (1940 - 1947)
- Sattam bin 'Abd al-'Aziz Al Sa'ud (1979 - 5 novembre 2011)
- Muhammad bin Sa'd Al Sa'ud (novembre 2011 - 14 febbraio 2013)
- Turki bin Abd Allah Al Sa'ud (14 febbraio 2013 - 14 maggio 2014)
- Mohammad bin Abd al-Rahman Al Sa'ud, dal 22 aprile 2017